# Formula Tasman 1968
La stagione 1968 della Formula Tasman fu la quinta della serie.  Si disputò tra il 6 gennaio e il 4 marzo, su otto prove. Venne vinta dal pilota britannico Jim Clark su Lotus 49-Ford Cosworth.

## La pre-stagione

### Calendario
Le gare valide per il campionato sono di nuovo 8. Il Circuito di Surfers Paradise sostituisce quello di Lakeside.
| Gara | Nome                         | Circuito                     | Giri | Lunghezza            | Data        |
| ---- | ---------------------------- | ---------------------------- | ---- | -------------------- | ----------- |
| 1    | Gran Premio di Nuova Zelanda | Circuito di Pukekohe         | 58   | 58x2,816=163,328 km  | 6 gennaio   |
| 2    | Levin International          | Circuito di Levin            | 63   | 63x1,920=120,96 km   | 13 gennaio  |
| 3    | Lady Wigram Trophy           | Circuito di Wigram           | 44   | 44x3,7305=161,142 km | 20 gennaio  |
| 4    | Teretonga International      | Circuito di Teretonga Park   | 60   | 60x2,575=154,49 km   | 27 gennaio  |
| 5    | Surfers Paradise 100         | Circuito di Surfers Paradise | 50   | 50x3,219=160,950 km  | 11 febbraio |
| 6    | Warwick Farm International   | Circuito di Warwick Farm     | 45   | 45x3,621=162,95 km   | 18 febbraio |
| 7    | Gran Premio di Australia     | Circuito di Sandown          | 55   | 55x3,103=170,665 km  | 25 febbraio |
| 8    | South Pacific Trophy         | Circuito di Longford         | 15   | 15x7,242=108,630 km  | 4 marzo     |

- Con sfondo scuro le gare corse in Australia, con sfondo chiaro quelle corse in Nuova Zelanda.

## Risultati e classifiche

### Gare
| Gara | Circuito         | Tempo     | Velocità    | Pole Position | GPV                  | Vincitore     | Vettura               |
| ---- | ---------------- | --------- | ----------- | ------------- | -------------------- | ------------- | --------------------- |
| 1    | Pukekohe         | 59'20"1   | 165,15 km/h | Jim Clark     | Chris Amon           | Chris Amon    | Ferrari               |
| 2    | Levin            | 50'40"2   | 143,23 km/h | Jim Clark     | Chris Amon           | Chris Amon    | Ferrari               |
| 3    | Wigram           | 59'10"6   | 166,44 km/h | Jim Clark     | Jim Clark Chris Amon | Jim Clark     | Lotus-Ford Cosworth   |
| 4    | Teretonga        | 1h08'17"9 | 135,75 km/h | Jim Clark     | Jim Clark            | Bruce McLaren | BRM                   |
| 5    | Surfers Paradise |           |             | Jim Clark     | Jim Clark            | Jim Clark     | Lotus-Ford Cosworth   |
| 6    | Warwick Farm     |           |             | Chris Amon    |                      | Jim Clark     | Lotus-Ford Cosworth   |
| 7    | Sandown          | 1h02'40"3 | 163,39 km/h | Jack Brabham  |                      | Jim Clark     | Lotus-Ford Cosworth   |
| 8    | Longford         | 41'47"5   | 155,97 km/h | Jim Clark     |                      | Piers Courage | McLaren-Ford Cosworth |

### Classifica piloti
Al vincitore vanno 9 punti, 6 al secondo, 4 al terzo, 3 al quarto, 2 al quinto e 1 al sesto. Non vi sono scarti.
| Punti | 9 | 6 | 4 | 3 | 2 | 1 |

| Pos | Pilota           | NZL | LEV | LWT | TER | SUR | WAR | AUS | SPT | Punti |
| --- | ---------------- | --- | --- | --- | --- | --- | --- | --- | --- | ----- |
| 1   | Jim Clark        | Rit | Rit | 1   | 2   | 1   | 1   | 1   | 5   | 44    |
| 2   | Chris Amon       | 1   | 1   | 2   | 4   | Rit | 4   | 2   | 7   | 36    |
| 3   | Piers Courage    | 3   | 2   | 4   | 5   | 3   | 3   | 5   | 1   | 34    |
| 4   | Graham Hill      |     |     |     |     | 2   | 2   | 3   | 6   | 17    |
| =   | Frank Gardner    | 2   | Rit | Rit | 3   | 9   | Rit | 4   | 3   | 17    |
| 6   | Bruce McLaren    | Rit | Rit | 5   | 1   |     |     |     |     | 11    |
| 7   | Pedro Rodríguez  | Rit | Rit | 6   | Rit | 10  | 6   | Rit | 2   | 8     |
| =   | Denny Hulme      |     |     | 3   | 6   | 6   | 5   | 9   | NP  | 8     |
| 9   | Jim Palmer       | 4   | 3   | 7   | 8   |     |     |     |     | 3     |
| 10  | Richard Attwood  |     |     |     |     | Rit | Rit | 6   | 4   | 4     |
| 11  | Leo Geoghegan    |     |     |     |     | 4   | Rit | 7   | NP  | 3     |
| =   | Roly Levis       | 8   | 4   | 8   | 10  |     |     |     |     | 3     |
| 13  | Kevin Bartlett   |     |     |     |     | 5   | Rit | 8   | NP  | 2     |
| =   | Red Dawson       | Rit | 5   | 9   | NP  |     |     |     |     | 2     |
| =   | Paul Bolton      | 5   | Rit | Rit |     |     |     |     |     | 2     |
| 16  | Graeme Lawrence  | 6   | 9   | Rit | 9   |     |     |     |     | 1     |
| =   | Bill Stone       | 10  | 6   | 10  | Rit |     |     |     |     | 0     |
| —   | Bryan Faloon     | 7   | 7   | 13  | NP  |     |     |     |     | 0     |
| —   | David Oxton      | Rit | 10  | Rit | 7   |     |     |     |     | 0     |
| —   | Glyn Scott       |     |     |     |     | 7   | 10  |     |     | 0     |
| —   | Jack Brabham     |     |     |     |     | 7   | Rit |     |     | 0     |
| —   | John Harvey      |     |     |     |     |     | Rit | Rit | 8   | 0     |
| —   | Frank Radisich   |     | 8   |     | NP  |     |     |     |     | 0     |
| —   | Malcolm Aldred   |     |     |     |     | 8   |     |     |     | 0     |
| —   | Alfredo Costanzo |     |     |     |     |     | 8   |     |     | 0     |
| —   | John Nicholson   | 9   |     |     | NP  |     |     |     |     | 0     |
| —   | Ian Ferguson     |     |     |     |     |     | 9   |     |     | 0     |
| —   | John McCormack   |     |     |     |     |     |     |     | 9   | 0     |
| —   | Ken Smith        | 12  | NP  | 11  | Rit |     |     |     |     | 0     |
| —   | Don MacDonald    | 11  |     | 12  | NQ  |     |     |     |     | 0     |
| —   | Graham McRae     |     | Rit | 14  | Rit |     |     |     |     | 0     |
| —   | Peter Yock       | Rit | Rit | NQ  | Rit |     |     |     |     | 0     |
| —   | Vince Anderson   | Rit |     |     |     |     |     |     |     | 0     |
| —   | Grahame Harvey   |     |     |     | Rit |     |     |     |     | 0     |
| —   | Greg Cusack      |     |     |     |     | Rit | Rit | Rit | NP  | 0     |
| —   | Brian Page       |     |     |     |     | Rit | Rit |     |     | 0     |
| —   | Max Stewart      |     |     |     |     |     | Rit |     |     | 0     |
| —   | Fred Gibson      |     |     |     |     |     | Rit |     |     | 0     |
| —   | Mel McEwin       |     |     |     |     |     |     |     | Rit | 0     |
| —   | Tony Batchelor   |     |     |     | NP  |     |     |     |     | 0     |
| Pos | Pilota           | NZL | LEV | LWT | TER | SUR | WAR | AUS | SPT | Punti |

| Colore  | Risultato             |
| ------- | --------------------- |
| Oro     | Vincitore             |
| Argento | 2º posto              |
| Bronzo  | 3º posto              |
| Verde   | Finito a punti        |
| Blu     | Finito senza punti    |
| Viola   | Ritirato (Rit)        |
| Viola   | Non classificato (NC) |
| Rosso   | Non qualificato (NQ)  |
| Nero    | Squalificato (SQ)     |
| Bianco  | Non partito (NP)      |
| Bianco  | Non ha gareggiato     |
| Bianco  | Infortunato (INF)     |
| Bianco  | Escluso (ES)          |
| Bianco  | Gara cancellata (C)   |